# Kicker
kicker – niemiecki magazyn sportowy, zajmujący się głównie piłką nożną. Redaktorem naczelnym jest od 1988 Rainer Holzschuh.
Pierwszy numer ukazał się 14 lipca 1920. Wtedy to Walther Bensemann w Konstancji założył Kickera. Siedziby redakcji mieściły się w Stuttgarcie i Ludwigshafen am Rhein. Na stałe została przeniesiona do Norymbergi. Po zawieszeniu wydawania Kickera jesienią 1944 wydawnictwo Olympia zaczęło wydawać tygodnik Sport (od stycznia 1948 Sportmagazin, od 1953 dwa razy w tygodniu). W 1951 w Monachium wydawanie Kickera zostało wznowione.  W 1968 Olympia wykupiła norymberskie wydawnictwo i połączyła je ze swoim Sportmagazin, który ukazuje się od tego czasu pod nazwą Kicker. Nakład wydania poniedziałkowego wynosi 244 000 wydrukowanych egzemplarzy, a czwartkowego 220 000 (dane na styczeń 2005).
Witryna Kicker online istnieje od 1997, początkowo ukazywała się w portalu AOL. Od czerwca 1997 serwis jest dostępny pod własną domeną. Kieruje nim digital nervous systems GmbH z siedzibą w Norymberdze.

## Klub XX wieku
W 1998 roku magazyn opublikował listę najlepszych klubów piłkarskich w XX wieku. Lista była założona na głosowaniu ekspertów (Giovanni Trapattoni, Johann Cruyff, Udo Lattek, itd.) - każdy z nich wybrał 5 klubów, które uważał za najlepsze, jednocześnie argumentując swój wybór.
1. Real Madryt
2. AFC Ajax
3. A.C. Milan
4. Bayern Monachium
5. FC Barcelona
6. Manchester United
7. SL Benfica
8. Dynamo Kijów
9. Juventus F.C.
10. Inter Mediolan

## Najlepsze Kluby (1863–2014)
W 2014, magazyn stworzył nową listę. Tym razem była to lista najlepszych klubów w historii nowoczesnej piłki nożnej (od 1863), w opinii redaktorów kickera. Lista została przygotowana o takie wytyczne jak: historia klubu, osiągnięcia na arenie krajowej i międzynarodowej, a także indywidualne osiągnięcia zawodników wychowanych lub występujących w danym klubie. Na liście znalazło się wszystkie 10 klubów, które były w poprzednim plebiscycie.
1. Real Madryt
2. Bayern Monachium
3. Manchester United
4. Liverpool F.C.
5. FC Barcelona
6. A.C. Milan
7. Juventus F.C.
8. Boca Juniors
9. Hamburger SV
10. Borussia Mönchengladbach
11. Borussia Dortmund
12. FC Schalke 04
13. Chelsea F.C.
14. Arsenal F.C.
15. Nottingham Forest
16. Atlético Madryt
17. Athletic Bilbao
18. Inter Mediolan
19. SSC Napoli
20. AFC Ajax
21. Feyenoord
22. RSC Anderlecht
23. Celtic F.C.
24. Rangers F.C.
25. AS Saint-Étienne
26. Olympique Marsylia
27. SL Benfica
28. FC Porto
29. Santos FC
30. CR Flamengo
31. Corinthians Paulista
32. River Plate
33. CA Peñarol
34. Millonarios FC
35. Rapid Wiedeń
36. Steaua Bukareszt
37. Crvena zvezda
38. Dynamo Kijów
39. Galatasaray SK
40. Al-Ahly SC